# Berserker (album, Beast in Black)
Berserker je debutové studiové album finské heavymetalové hudební skupiny Beast in Black. Vydáno bylo dne 3. listopadu 2017 u vydavatelství Nuclear Blast. Hlavním skladatelem písní byl kytarista a zakladatel skupiny Anton Kabanen, jenž album také produkoval. Nahrávání probíhalo převážně v Kabanenově studiu Sound Quest Studio. Autorem přebalu desky je umělec Roman Ismailov, který s Kabanenem na ilustracích spolupracoval již v kytaristově bývalé skupině Battle Beast.
Hlavní skladatel Kabanen ve skladbách pro Beast in Black zachoval hudební styl, který praktikoval ve své předchozí skupině Battle Beast. Hudebně se tedy jedná o kombinaci popové hudby z osmdesátých let a metalu. Největším představitelem popové hudby na albu je skladba „Crazy, Mad, Insane“. V písních se ve velkém množství vyskytují klávesy; Kabanen si uvědomuje, že jsou „jednoduché a podlézavé“ a dle jeho vlastních slov se mu to tak líbí.
Podle Davida Havleny, redaktora českého magazínu Spark, „Kabanen natočil desítku hitů, které zní jako sumarizující best of výběr.“ Havlena zároveň připustil, že „laciná podbízivost a příklon k retro disco rytmům“ může odradit spoustu fanoušků heavymetalové hudby. V celkovém hodnocení redaktorů Sparku získala deska 3,61 bodů ze 6 možných; sám Havlena jí hodnotil 4,5 body. V německé hitparádě Media Control Charts se Berserker umístilo na 51. příčce.
V rámci podpory desky skupina vyrazila jako předskokan na evropské turné s Kabanenovými idoly W.A.S.P., po pár koncertech ovšem byla nucena svoji účast na zbývajících vystoupeních zrušit. Dle oficiálního vyjádření Beast in Black nebyly vůči skupině splněny závazky, které byly domluveny. Kabanen mimo jiné následně doplnil, že W.A.S.P. po nich chtěli peníze za umožnění hrát v roli předkapely a následně jim nedovolili uskutečnit zvukovou zkoušku před koncerty.

## Seznam skladeb
Všechny skladby napsal(i) Anton Kabanen. 
| Pořadí         | Název              | Délka |
| -------------- | ------------------ | ----- |
| 1.             | Beast in Black     | 4:29  |
| 2.             | Blind and Frozen   | 5:02  |
| 3.             | Blood of a Lion    | 5:03  |
| 4.             | Born Again         | 3:51  |
| 5.             | Zodd the Immortal  | 3:33  |
| 6.             | The Fifth Angel    | 3:30  |
| 7.             | Crazy, Mad, Insane | 3:27  |
| 8.             | Eternal Fire       | 3:31  |
| 9.             | End of the World   | 5:08  |
| 10.            | Ghost in the Rain  | 5:35  |
| Celková délka: | Celková délka:     | 43:23 |

## Sestava
- Yannis Papadopoulos – zpěv
- Anton Kabanen – kytara, zpěv
- Kasperi Heikkinen – kytara
- Mate Molnar – baskytara
- Sami Hänninen – bicí

Technická podpora
- Roman Ismailov – přebal alba